# Stanko Salcberger
Stanko Salcberger, bosansko-hercegovski general, * 31. maj 1912, Pale, Bosna, Avstro-Ogrska, † 3. avgust 1995, Beograd, Republika Srbija, Zvezna republika Jugoslavija.

## Življenjepis
Salcberger, po poklicu uslužbenec, je leta 1941 vstopil v NOVJ in naslednje leto v KPJ. Med vojno je bil na poveljniških mestih več enot.
Po vojni je bil načelnik artilerije armade, načelnik Katedre artilerije VVA JLA, načelnik oddelka v Generalštabu JLA,...